# Achrosis multidentata
Sabaria multidentata là một loài bướm đêm trong họ Geometridae.